# Gerson Vieira
Gerson Vieira (født 4. oktober 1992) er en brasiliansk fodboldspiller.